# Głubczyce (district)
Głubczyce (Pools: powiat głubczycki) is een Pools district (powiat) in de woiwodschap Opole. Het district heeft een totale oppervlakte van 673,10 km² en telt 47.262 inwoners (2014).

## Steden
- Baborów
- Głubczyce
- Kietrz

Stadsdistrict:
Opole

Districten:
Brzeg · Głubczyce · Kędzierzyn-Koźle · Kluczbork · Krapkowice · Namysłów · Nysa · Olesno · Opole · Prudnik · Strzelce